# ドラゴンクエストヒーローズII 双子の王と予言の終わり
『ドラゴンクエストヒーローズII 双子の王と予言の終わり』（ドラゴンクエストヒーローズツー ふたごのおうとよげんのおわり）は、スクウェア・エニックスより2016年5月27日に発売されたアクションRPG。
当初の対応機種はPlayStation 3、PlayStation 4、PlayStation Vitaの3機種。
前作との同時収録となるNintendo Switch版『ドラゴンクエストヒーローズI・II for Nintendo Switch』（ドラゴンクエストヒーローズワン・ツー フォー ニンテンドースイッチ）は、2017年3月3日にSwitchのローンチタイトルとして発売された。同年4月25日にはSteamでも発売された。ただし、日本国からのアクセスは不可であることに注意が必要。

## 概要
ドラクエシリーズ版のアクションRPGである『ドラゴンクエストヒーローズ 闇竜と世界樹の城』の好評を受けて制作されるシリーズ第2作で、ドラゴンクエスト30周年の記念作品である。
ヒーローズ1作目の続編ではなく、世界設定・主人公・ストーリーは一新される。また、前作で要望の高かったマルチプレイにも対応し、通信時は最大4人でのプレイが可能となる。異なる機種間での通信プレイ（クロスプレイ）にも対応。PS3、PS4、PS Vitaの3機種で発売されるが、クロスセーブに対応しており、外出先ではPS Vitaでプレイし、帰宅してPS4でその続きを遊ぶといったことが可能。また、前作や『ドラゴンクエストビルダーズ アレフガルドを復活せよ』とも連動特典もあるほか、前作同様にクエストやキャラクターの無料ダウンロードコンテンツも配信する。連動特典は当初は同じ機種のセーブデータが必要だったが、後に最新版アップデートを適用する事によって異なる機種間でも受け取れる事が決定した。
2015年の4月1日に『ドラゴンクエストヒーローズ』の公式サイトにて電撃発表され、2015年7月27日発売の週刊少年ジャンプにて正式タイトルが発表された。
その後、2016年1月13日に開催された「ドラゴンクエスト30周年プロジェクト発表会」において、30周年記念タイトルとしてシリーズ第1作目と同じ5月27日に発売予定であることが発表、発売を記念して「ドラゴンクエスト30周年記念モンスターコイン」3枚とゲームソフトが「冒険の書」パッケージに収納された限定パッケージも発売された。
2016年12月13日には「PlayStation Awards 2016」にてゴールドプライズを受賞。
Nintendo Switch版はダウンロードコンテンツの事前収録はもちろんのこと、新キャラクターとしてライアン、ボスキャラクターとしてシドーが追加されるなどの新要素のほか、ゲームバランスが調整されている。

## システム

### 拠点
今作では王国ゼビオンが冒険の拠点となっている。前作では拠点からステージに直行していたが、今作では拠点で準備を整え、フィールドを探索し、目的のステージを攻略するという流れになっている。
武器屋、オーブ屋

交換所
住民と素材アイテムを交換する。
錬金屋
今回はアクセサリーの作成はできず、強化ができるのみ。
クエスト所

教会

リッカの宿屋
マルチプレイを始めることができる。
転職所
主人公2人が転職することができる。
師範代
武器の熟練度に応じて武器スキルを授けてくれる。
ルイーダの酒場
パーティーの編成ができる。

### フィールド
前作とは異なり、今作にはフィールドの概念がある。フィールド上では戦闘がシームレスで行われ、移動中と戦闘中でBGMが切り替わるようになっている。また、素材や宝箱を発見できることもある。
天候
フィールドではランダムで天候が切り替わる。天候によって戦い方やエンカウントするモンスターが変わったりもする。
いざないの石碑
ルーラの登録地点となるオブジェクト。ステージ内の移動のみ可能だった前作のルーラとは異なり、今作では地域間を移動することができる。
フィールドミッション
フィールド上では、周囲よりも強い魔物や、魔物に襲われている人などに遭遇することがあり、解決するとボーナス経験値を獲得できる。

### 転職
今作では主人公2人が転職することができる。リッカの宿屋にいるダーマ神官に話しかけることで転職が可能。転職すると装備可能な武器やパラメータなどが変化する。レベルやスキルポイントは職業ごとに分かれているため、転職すると再び経験を積む必要がある。また、職業に関わりなく能力値をアップできるスキルもある。
戦士
主人公2人が最初に就いている職業。ラゼルは「フリーズブレード」などの氷系の特技を習得し、テレシアは「炎転斬」などの炎系の特技を習得する。双剣・片手剣・オノを装備できる。
武闘家
棍・ツメを装備できる。
魔法使い
呪文の会心率を上げる「暴走魔法陣」や呪文を連射できる「早読みの杖」といった特技を使用できる。スティック・両手杖・ムチを装備可能。
僧侶
スティック・槍・棍を装備できる。
盗賊
ツメ・ムチ・弓を装備できる。
バトルマスター
双剣・片手剣・槍・オノ・ツメを装備できる。
賢者
スティック・両手杖・棍・弓・ムチを装備できる。

### スキル
今作でもレベルアップによってスキルポイントを獲得でき、それを振り分けることで様々なスキルを習得できる。また、前作で１人につき４つのみだった特技・呪文は、今作では複数の中から選択して付け替えることができるようになっている。
武器スキル
今作には武器に熟練度が設定されており、敵にダメージを与えると装備した武器の種類ごとに熟練度が上昇する。熟練度が上がると、スキルポイントで習得できるものとは別に、その種類の武器を装備しているときに使える呪文や特技などを習得できる。
パーティースキル
パーティー全体に効果があるスキル。能力値を上昇させたり、戦闘で有利な効果を発揮したりする。特定の武器の熟練度を上げることで習得できる。

### 戦闘
前作では○ボタン長押しでテンションゲージを溜めることができたが、今作では「たぎる」というシステムに変わっており、攻撃力上昇などの効果を得られるようになっている。
また、特技・呪文を表示しているときにL2を押すと、MPを消費して自分の位置に一瞬で仲間を移動させて攻撃を継続できる「パーティーコンボ」が追加された。

#### モンスターコイン
前作と同様に、今作でも敵を倒すとモンスターコインになることがある。
サポート
前作のディフェンスタイプの仲間モンスターに相当。
アシスト
前作と同じく、呼ばれた直後に特技を使って消える。
ヘンシン
今作から登場する新たなタイプ。コインを使用するとそのモンスターに一定時間変身して、専用の攻撃を出せるようになる。変身中に攻撃されてもHPは減らないが、変身時間が減少する。

### マルチプレイ
今作では、知り合いやオンラインでマッチングしたプレイヤーと協力プレイが可能。ストーリー中のバトルで攻略が難しいと思ったときなどに、加勢を求めたりできるようになっている。今作はクロスプレイに対応しているため、異なる機種同士であってもマルチプレイが可能。そのほか、マルチプレイ中は定型文によるコミュニケーションもできる。発売後の大型アップデートで、対戦モードが追加される予定。

### 時空の迷宮
ストーリーとは別に用意されているダンジョンで、1人から最大4人でプレイ可能。物語中に入手できる地図によってプレイできる迷宮が増えていくほか、発売後にDLCでも配信される予定。この時空の迷宮でのみ使用できるキャラクターも存在する。

## 物語

### あらすじ
物語の舞台となるのは、1000年に渡る長い平和が続いていた七つの王国。1000年前に起こった大戦争ののち、人々は互いに傷つけあう愚かさを知り、二度と国同士で戦争を起こさず平和を守ってきた。
オレンカにある士官学校に留学中であったラゼルと彼のいとこであるテレシアは互いに再会を喜び合うが、オレンカの友好国であるはずのジャイワール軍に襲撃される。二人は宗主国ゼビオンの女戦士オルネーゼに救われ、オレンカ王と話し合った結果、ジャイワール軍との和解の道を探るためにゼビオンへと向かう。
ゼビオン王との謁見の末、ゼビオン王は戦争が起こらないよう盟主として力を貸すことを約束する。争いの原因を明らかにするべく、ラゼル達はジャイワールに向かい、ジャイワールの王子ツェザールと再会。ツェザールは父ジャイワール王の仇を討つべく、オレンカに侵攻した事を明かすも、戦いの末にオレンカ王の無実が証明され、ツェザールは今回の件について反省。
ジャイワール王を殺害した真犯人の手がかりを得るため、クレティア国に向かうが、一行は地下牢に投獄されてしまう。クレティア女王はモンスタレア地方から来た預言者に、ジャイワールとオレンカが戦争の末に和解し、クレティアを滅ぼすと予言され、予言通りジャイワールとオレンカが和解したため、ラゼル達を警戒して彼らを投獄したことを明かす。
予言者に唆された事に気づいた女王と彼女の話を聞いたゼビオン王との審議の結果、ラゼル達は予言者を探すべくモンスタレア地方へと向かう。しかし、モンスタレア地方のダラル王は隣国フェルノーク、モーリアスを制圧の末に傘下に加えており、世界各国に戦争を仕掛けようとしていたため、ゼビオン軍は同盟国と共に激闘を繰り広げる。戦いの末、オレンカ王の犠牲を乗り越え、戦争の首謀者であるダラル王に勝利することで戦争を終結させた。
後日、ゼビオンでは永世不戦協定を結ぶ式典を開くことになり、その前夜祭が執り行われたが、祭りの中、世界各国で魔物が反乱を起こし、全ての国が占拠されてしまう。更に、ゼビオン王は自身が予言にある双子の王だと明かし、闇の力で魔物を操り、ラゼル達を始末しようとする。魔物はあらゆる攻撃が効かない闇の衣を纏っており、主人公は一時撤退するも、光の力で闇の衣を消し去り、主人公達は反撃の末、ゼビオンを奪還。そして、双子のゼビオン王に激闘の末勝利するが、双子の王の兄は弟を殺害。その正体は1000年前の双子の王の兄・魔王ザラームだった。ザラームは元から支配欲の強いゼビオンを唆し、予言者を名乗って世界各国に混乱を巻き起こした事を告げ、圧倒的な力で主人公達を伝承の塔ごと吹き飛ばす。
意識を失った主人公達は皆、ラゼル、テレシアがザラームの弟ナジムの血を引く双子だったという同じ夢を見たが、その直後、ザラームの居城「闇の浮遊城」が現れ、世界は崩壊の危機を迎える。主人公達はザラームの野望を止めるため、闇の浮遊城へと向かう。

### ワールド
本作の世界には、人と魔物が共存する四つの国と、魔物が統治する三つの国があり、宗主国ゼビオンによって束ねられている。
人と魔物が暮らす国
ゼビオン
冒険の拠点となる、世界の中心に位置する王国。賑やかな港があり、交易で栄えている。七つの国の宗主国であり、王国の中心にはゼビオン王が住む伝承の塔がそびえ立つ。
オレンカ
ラゼルの留学先である士官学校のある国。港には大型の船舶が停泊しており、交易が盛んに行われている。いにしえの予言を象ったステンドグラスがある大聖堂が建つ。
ジャイワール
ラゼルとテレシアの故郷である砂漠の国。オレンカとは友好国だったが、ある日突然ツェザールがオレンカに攻め入ったことで戦争が勃発する。
クレティア
高名な魔法使いの一族が治める国。世界中から魔法使いが集まっており、魔法研究が盛んであるため、先進国として発展を遂げている。
魔物が統治する国
大陸北部にあるモンスタレアと呼ばれる過酷な辺境に築かれた三つの国、モーリアス、フェルノーク、ダラルから成り、それぞれを魔物の王が治めている。南西部には雪原が広がっており、世界一の高さを誇る霊峰レーゲンがそびえている。作中訪れる機会が無いため、詳細は不明。
フィールド
グリーネ草原
オレンカとゼビオンを結ぶ広大な草原。
ゴルダ砂漠
ジャイワール周辺に広がる砂漠。
ローザス森林地帯
クレティア周辺を覆う森。森の墓場の先には強力な魔物の縄張りである魔族の森が存在する。
ラオ荒野
モンスタレア三国へと繋がる過酷な荒野。溶岩や毒の沼が地表に溢れている。
アマル峡谷
フェルノークとクレティアを隔てる切り立った峡谷。足場が細く、落石が降り注ぐこともある。
イーリム雪原
霊峰レーゲンの裾野に広がる雪と氷の大地。古代の遺跡が点在する。
闇の世界
本作の世界と瓜二つの世界。1000年前に魔王ザラームによって滅ぼされている。
闇の浮遊城
魔王ザラームの本拠地。城に闇の力を集めて一気に放出する闇の雷槍は世界を一瞬で滅ぼすほどの威力を持つ。

## 登場人物

### 主要人物
ラゼル（デフォルト名/変更可）
声 - 森山未來
本作の男性主人公。ジャイワール王国出身の士官候補生であり、隣国オレンカの士官学校に留学している。すぐに勢いで突っ走る熱血漢で、口癖は「じわじわたぎってきたぜ」。下宿先でホミロンと出会い、知り合った。
初期武器は双剣。ハイテンション時は髪が逆立ち、交差する稲妻の刃を放つ必殺技「ギガブレイク」を発動できる。必殺技はどの武器を使っていても共通だが、それぞれモーションが異なっている。
終盤にテレシアとはいとこではなく、実のきょうだい（双子）であることやナジム王の末裔であることが明らかになる。
コスチュームには、シリーズ初代の主人公の姿になれる「ドラゴンクエストI 勇者コスチューム」と前作のアクトのコスチュームがある。
テレシア（デフォルト名/変更可）
声 - 武井咲
本作の女性主人公。ラゼルと同じくジャイワール王国の士官候補生であり、学級委員長を務めている。突っ走りがちな彼に的確なツッコミを入れるしっかり者。
初期装備は片手剣と盾。ハイテンション時は髪が解け、稲妻の刃で一閃する必殺技「ギガスラッシュ」を発動できる。
終盤にラゼルとはいとこではなく、実のきょうだい（双子）であることやナジム王の末裔であることが明らかになる。
コスチュームには、ラゼルと同じく「ドラゴンクエストI 勇者コスチューム」があるが、こちらは本作独自のデザインになっている。また、前作のメーアのコスチュームもある。
ツェザール
声 - 山田孝之
ジャイワール王国の王子で、軍の総司令官を任されている。ラゼルとテレシアの幼馴染であり、戦乱の中で二人と4年ぶりに再会する。人格者として慕われているが、頭に血が上ると手がつけられない。
父であるジャイワール王が殺害され、現場で見た犯人と思われる人物の姿からオレンカ王と思い込み、父の仇を討つためにオレンカに戦争を仕掛けるも、ゼビオン王によって無実が証明され、以降は父の仇を探すためにラゼル達と共に戦う。
武器は両手剣。炎・氷・雷の属性を持った特技を使用でき、その使用後に通常攻撃にも同じ属性を付加できる。イオ系の呪文も唱えられる。ハイテンション時は髪が逆立ち、巨大な光の剣を振り下ろす必殺技「アルテマソード」を発動できる。
オルネーゼ
声 - 水樹奈々
ゼビオン王に仕える戦士で、「赤き女戦士」として世界に名を轟かせている。いつも快活な物言いで主人公を励ます姉貴分で、ゼビオン王から密命を受けて戦地に派遣された。
魔物の襲撃に逢ったオレンカに現れ、ラゼル、テレシアを援護し、彼らの旅に同行する。
実は魔王ザラームの一族の末裔で、ザラームが禁術に手を染めたために右腕に呪いの刻印が刻まれている。自分を含む一族の人々を救うため、ザラームの撃破を目指している。
武器はオノ。回転しながら周囲の敵を攻撃したり、力を溜めて威力を上げた攻撃をくり出したりする。ハイテンション時の必殺技は、力を溜めて渾身の一撃を放ち、光の柱を噴出させる「森羅万象斬」。
ホミロン
声 - 釘宮理恵
オレンカに住みついている、ベレー帽をかぶったホイミスライム。士官学校の鬼教官の話を気に入り、よく真似している。

### その他の人物
ゼビオン王
声 - 三ツ矢雄二
7つの王国を束ねている王。世界の歴史に詳しい。世界中で起こるであろう戦争を食い止めようとするラゼル、テレシアの意志を知り、彼らに力を貸すと約束する。
一見人格者に見えるが実は強い支配欲を持っており、そこを双子の兄を騙るザラームに付け込まれてしまう。
大峡谷会戦後にその本性を現し、人間を根絶やしにしようと目論むがラゼル達に敗れ、最期はザラームに始末された。
オレンカ王
声 - 玄田哲章
ツェザールにジャイワール王を暗殺した犯人だと誤解され、ジャイワールの襲撃を受けるも和平を望む。国を守るため、軍を率いて自ら戦場へと赴く。
大峡谷会戦でダラル王が召喚したギガントドラゴンを足止めするため、オレンカ王家に伝わる滅びの宝玉の力を使い、自爆しその生命を散らした。
クレティア女王
声 - 井上喜久子
世界屈指の魔法の使い手で、空中を自在に浮遊することもできる。謎の預言者に「オレンカとジャイワールに襲撃される」と唆され、主人公一行を投獄する。
ツェザールからもモシャスを使えることからオレンカ王に化けてジャイワール王を暗殺した犯人ではないかと疑われていたが、双方の誤解が解けてからはラゼル達に協力する。
ダラル王
声 - 乃村健次
容姿はランプの魔王。魔物の王の中でも特に温厚な人格者とされるが、謎の預言者に手渡された破滅のつるぎによって豹変し、フェルノークとモーリアスを制圧し、自らの傘下に加え、大峡谷で人間の国の軍と大戦争を繰り広げる。敗北し、破滅のつるぎが折れたことで正気に戻った後は戦争を仕掛けた責任を取るために自害しようとするが、ツェザールの説得によって思い留まり、世界平和のために全力を尽くすことに決めた。
終盤にて闇の浮遊城の結界を解くためにホミロンに力を貸す。
フェルノーク王
声 - 多田野曜平
容姿はワイトキング。モーリアス王同様にダラルの軍門に下り、大峡谷でモーリアス王と共闘する。
モーリアス王
声 - 喜山茂雄
容姿はジャミラス。フェルノーク王同様にダラルの軍門に下り、大峡谷でフェルノーク王と共闘する。
ガゴラ
声 - 粟野志門
試練のほこらの番人。
ジャック将軍
ジャイワールの将軍。容姿はトロルだが、その容姿とは裏腹に知勇兼備の名将であり、ツェザールからの信頼も厚い。
終盤にて、闇の浮遊城の結界を解くためにホミロンに力を貸す。
森の番人
ローザス森林地帯の魔族の森の番人。相方のマネマネはいたずら好きで、仕事をサボりがち。
バトルレックス（森のヌシ）
魔族の森に住む魔物達の長。テリーに懐いている。
終盤にて、闇の浮遊城の結界を解くためにホミロンに力を貸す。
カマン、ドドス隊長
クレティア女王の親衛隊を務めるリザードマン。カマン隊長はナルシストな性格。
終盤にて、闇の浮遊城の結界を解くためにホミロンに力を貸す。
ナジム王
1000年前の双子の王で、ザラームの弟にしてラゼルとテレシアの先祖。命を賭けてザラームを封印した。
ザラーム
声 - 三ツ矢雄二
1000年前の双子の王で、ナジムの兄。かつてはナジムと共に世界の平和を守ってきたが、禁術に手を染めて魔王となった。その結果、彼の一族は呪われ、人々から酷い仕打ちを受けたり、呪いに抗えずに命を落とすなど悲劇的な末路を辿った（それ故オルネーゼはザラームに対し強い憎悪を抱いている）。闇の雷槍でもう一つの世界を滅ぼした後、ナジムに封印され、ナジムの血を根絶やしにしようと企む。何らかの理由で封印が解け、支配欲の強いゼビオン王を唆し、予言者を名乗って各国に混乱をもたらした。
最終決戦では闇の力が集まった聖杯を取り込み、真・魔王ザラームと化す。胸の聖杯が力の源だが、同時にそこが弱点となっている。
ミュシャド、デスカイザー、ギガデーモン、デュラン
「魔獣」の異名を持つミュシャド、「魔帝」の異名を持つデスカイザー、「魔竜」の異名を持つギガデーモン、「魔人」の異名を持つデュランで構成された四天王の一角たち。

### 本編からの人物

#### ドラゴンクエストIV
アリーナ
声 - 中川翔子
サントハイム王国のおてんば姫。類まれな武術センスを広い世界で試すため、冒険の旅に出る。大峡谷での戦いに参戦し、仲間になる。武器は小手。衣装については、前作からタイツが追加され、マフラーもマントに変わっており、『IV』本編に近い外見となった。
クリフト
声 - 緑川光
アリーナを密かに慕う若き神官。ときおり軟弱な部分も垣間見えるが、アリーナのためならどんな逆境にも打ち勝つ強い意思を秘めている。武器は槍。
トルネコ
声 - 茶風林
あらゆる武器に精通した、エンドールの武器商人。世界一の武器屋になるという夢を持ち、家族を残して旅をしている。グリーネ草原で魔物に追われていた所を主人公達に助けられ、仲間になる。
通常はそろばんで戦うが、他にも「くさりがま」や「クロスボウ」、「はかいのてっきゅう」といった武器も取り出して攻撃する。また、「けんじゃの石」で回復もできる。ハイテンション時の必殺技は、あらくれたちにラッパで号令を出して突撃させる「あらくれ呼び」。その際、ゼビオンの武器屋のあらくれやホミロンも混じっている。
衣装は『IV』本編のものに装飾が追加された。また、左手薬指に指輪をはめている。
マーニャ
声 - 沢城みゆき
華麗な踊りで観客を魅了する、モンバーバラで人気の踊り子。金や男、ギャンブルに目がない奔放な性格。クレティア女王に雇われ、ラゼル達やミネアと戦う。武器は扇。
ミネア
声 - 日笠陽子
水晶玉を持った占い師。堅実で物静かな性格をしており、姉のマーニャに振り回されている。クレティア女王に投獄されたラゼル達を脱獄させる。
武器はタロットカードで、カードを投げた相手を魔力で捕捉し、特殊効果を発動できる。稲妻を落とす「塔のカード」や、守備力を下げる「悪魔のカード」といった、『IV』に登場した銀のタロットに由来する特技を使用。そのほか、「ベホマラー」で回復もできる。ハイテンション状態では、流星群を映した水晶玉を掲げ、実際に流星群で敵を襲う必殺技「天変地異」を発動できる。
衣装は『IV』本編とは構造が異なっており、両肩が露出していて片腕にだけアームカバーをはめている。
ライアン
声 - 杉田智和
バトランドの戦士。Switch版に登場。ストーリーの序盤から登場し、幾度となく魔物を退ける。ゼビオン奪還で主人公一行と出会い、仲間になる。
武器は片手剣。MPは0だが、代わりに特技の消費MPも0で、仲間キャラクターの中で唯一、ハイテンション状態でなくても特技を無限に使用できる。ハイテンション状態では、ホミロンを剣で飛ばし、ホミロンがその勢いで触手を乱打する必殺技「究極爆裂剣」を発動できる。

#### ドラゴンクエストVI
ハッサン
声 - 安元洋貴
諸国を渡り歩く旅の武闘家。港町サンマリーノの大工の息子でもあり、小屋程度なら簡単に建ててしまう腕前を持つ。魔族の森の魔物達が消えた犯人をラゼル達と疑い、テリーと共に勝負を仕掛ける。
武器は小手。肉弾戦を得意としており、「とびひざげり」や「せいけん突き」、「におうだち」といった『VI』本編でも習得した特技を使用し、「ちからため」で自分の攻撃力を上げることもできる。ハイテンション状態では、巨大な岩石を抉り出し、敵めがけて叩きつける必殺技「地獄の岩石落とし」を発動できる。
衣装は本編のものをベースに、グローブや脚部のパーツ、腕輪やベルトが追加された。
テリー
声 - 神谷浩史
最強を自称するさすらいの剣士。最強の剣を求め、一人放浪の旅を続けている。装備は片手剣と盾。

#### ドラゴンクエストVII
マリベル
声 - 悠木碧
漁村フィッシュベルの網元の娘。歯に衣着せぬ物言いが目立つ一方で根は優しい。ジャイワールで争いに巻き込まれ、成り行きで仲間になる。
武器はブーメランで、「バーニングバード」や「パワフルスロー」などの特技を使用し、メラ系の呪文も唱えられる。ほかにも、巨大な手の平でビンタを放つ「しっぺ返し」や、罵詈雑言でショックを与える「おおごえでさけぶ」も使用。ハイテンション時の必殺技は、地中から噴き出した火柱を炎の渦に変えて放つ「れんごくの火炎」。
衣装には各所に刺繍が追加されたほか、長袖がなくなってブレスレットをはめており、素足で紫のパンプスを履いている。
ガボ
声 - 田村睦心
人間の姿に変えられた白オオカミの子供。常にオオカミと行動を共にしている。ホミロンと仲良くなる。
武器はツメ。リメイク版『VII』と同様にオオカミにまたがって戦う。複数のオオカミを呼んで攻撃させたり、「ほねつきにく」で攻撃力を上げつつHPも回復もできる。そのほか、「おたけび」で敵をひるませたり、ブレスを吐くことも可能。ハイテンション時の必殺技は、羊の大群を呼び寄せて攻撃する「どとうのひつじ」。
衣装は『VII』本編の面影を残しつつ、ズボンをはいた新たな装いになった。また、オオカミには赤いスカーフが追加されている。

#### ドラゴンクエストVIII
ゼシカ
声 - 竹達彩奈
リーザス村の名家出身の魔法使い。抜群のスタイルを持ちあわせ、本人もそれを自覚している。霊峰レーゲンで魔物に囲まれたラゼル達を助太刀する形で仲間になる。武器はムチ。
前作と異なり、本作では事情を知らないままやってきている。
ククール
声 - 細谷佳正
美形の聖堂騎士団員。神に仕える身でありながら酒場でギャンブルをしたりプレイボーイな面を隠さない青年。
武器は弓。「シャイニングボウ」など『VIII』の弓スキルで習得できた技を使うほか、敵を氷結状態にする「冷たい笑み」も使用。「バイキルト」や特技の「ふしぎなタンバリン」で補助も行う。ハイテンション状態では、祈りを捧げ十字をきり、弓から聖なる光を放ち攻撃する必殺技「グランドクロス」を発動できる。
衣装は『VIII』本編のものから構造の変更や装飾の追加が成されたほか、片側のみ垂らしていたマントを両方とも上げている。

#### その他の本編からの人物
ルイーダ
声 - 甲斐田裕子
『ドラゴンクエストIX』に登場。ゼビオンの城下町にある「ルイーダの酒場」で、前作に引き続きパーティーの編成を担当する。
リッカ
声 - 潘めぐみ
『ドラゴンクエストIX』に登場。ゼビオンの城下町にある「リッカの宿屋」で「時空の迷宮」をつかさどり、マルチプレイに関する事柄を担当する。またPS版は彼女から特典を受け取ることになる

### 前作の人物
前作で登場したキャラクターのうち、本作に登場しないキャラクターも発売後に無料のダウンロードコンテンツとして配信されている。時空の迷宮でのみ使用可能であり、ストーリーには関わってこない。ボイスは前作からの流用。
アクト
声 - 松坂桃李
前作の男性主人公。炎系の剣技を得意としている。
メーア
声 - 桐谷美玲
前作の女性主人公。氷系の剣技を得意としている。
ディルク
声 - 銀河万丈
エルネーゼの心優しき王。
ジュリエッタ
声 - 小松未可子
魔法研究所の所長を務める女性。
ピサロ
声 - 小野大輔
魔族の王。前作では世界樹で一瞬だけ登場している。
ビアンカ
声 - 井上麻里奈
困っている人を見過ごせない優しい心の持ち主。
フローラ
声 - 花澤香菜
大富豪ルドマンを父に持つ令嬢。
ヤンガス
声 - 立木文彦
義理堅く人情に厚い性格をしている元山族の男。

## 登場モンスター
ドラゴンクエスト
- ゴースト
- メトロゴースト
- ヘルゴースト
- よろいのきし
- あくまのきし
- しにがみのきし
- キースドラゴン
- 竜王[注 2]

ドラゴンクエストII
- じんめんじゅ
- ウドラー
- フレイム
- ブリザード
- ミイラおとこ
- マミー
- どろにんぎょう
- パペットマン
- シドー[注 3]

ドラゴンクエストIII
- ギズモ
- フロストギズモ
- ヒートギズモ
- シャドー
- あやしいかげ
- ホロゴースト
- エリミネーター
- デスストーカー
- トロルキング

ドラゴンクエストIV
- イエティ
- デザートゴースト
- ビッグスロース
- ベロリンマン
- しにがみきぞく
- ボーンナイト
- グレイトライドン
- メラゴースト
- さまようたましい
- マネマネ[注 4]
- ももんじゃ
- ダックスビル
- メイジももんじゃ
- リリパット
- アローインプ
- どくやずきん
- やつざきアニマル
- おにこんぼう
- バルザック
- ギガデーモン
- エスターク[注 5]

ドラゴンクエストV
- リザードマン
- シュプリンガー
- りゅうせんし

ドラゴンクエストVI
- サイレス
- エビルホーク
- ジャミラス
- くものきょじん
- ランプのまじん
- ランプのまおう
- アックスドラゴン
- デュラン
- サタンジェネラル

ドラゴンクエストVII
- ウイングタイガー
- ダークパンサー
- ゲリュオン
- ギガントドラゴン
- デスカイザー

ドラゴンクエストVIII
- プリズニャン
- しましまキャット
- デスニャーゴ
- ごろつき
- なげきの亡霊
- デスプリースト
- ワイトキング
- ブラッドマミー

ドラゴンクエストX
- ちょうろうじゅ
- ブラックチャック
- レッドアーチャー
- キラークリムゾン
- マッドレインボー
- ドルマージュ

星のドラゴンクエスト
- ホワイトパンサー

オリジナルモンスター
- うごくひょうぞう
- ミュシャド

## 音楽
本作オリジナルの楽曲は戦闘中に流れる一曲のみで、それ以外は歴代の楽曲が使用されている。
ドラゴンクエスト
広野を行く
ドラゴンクエストII
果てしなき世界、戦い、この道わが旅
ドラゴンクエストIII
冒険の旅、ダンジョン、塔、おおぞらをとぶ、戦闘のテーマ、戦いのとき、
ドラゴンクエストIV
間奏曲、勇者の故郷、馬車のマーチ、王宮のメヌエット、戦闘〜生か死か〜、武器商人トルネコ、ジプシー・ダンス、立ちはだかる難敵、邪悪なるもの、導かれし者たち－終曲－
ドラゴンクエストV
地平の彼方へ、洞窟に魔物の影が、街角のメロディ、哀愁物語、戦火を交えて、不死身の敵に挑む
ドラゴンクエストVI
さすらいのテーマ、勇気ある戦い、魔物出現、敢然と立ち向かう
ドラゴンクエストVII
足どりも軽やかに、悲しみの日々、血路を開け、強き者ども
ドラゴンクエストVIII
大聖堂のある街、つらい時を乗り越えて、忍び寄る影、雄叫びをあげて、難関を突破せよ
ドラゴンクエストIX
序曲IX、野を越え山を越え、酒場のポルカ、負けるものか、渦巻く欲望
ドラゴンクエストモンスターズ1・2
強大な魔物に挑戦

## 主なスタッフ
- ゼネラルディレクター：堀井雄二
- 音楽：すぎやまこういち
- キャラクター&モンスターデザイン：鳥山明
- タレントキャスティング企画・ディレクター：谷澤伸幸
- 音響監督：三好慶一郎
- ディレクター：庄知彦
- アートディレクター：山本健太郎
- サウンドディレクター：中園秀久
- テクニカルディレクター：古澤正紀
- チーフプランナー：山田道夫
- チーフプログラマー：枝川 拓人
- プロデューサー：小笠原賢一
- プロデューサー：青海亮太

## DLC
- 第1弾：追加ストーリー「トルネコ編」「マリベル＆ガボ編」の配信(2016年6月2日)[19]
- 第2弾：追加ストーリー「テリー＆ハッサン編」「マーニャ＆ミネア編」・ミナデイン習得クエスト「いかずちの極意」・「地獄の帝王の間」の地図が配信(2016年6月9日)[20]
- 第3弾：追加クエスト「ゼシカ＆ククール編」「アリーナ＆クリフト編」の配信・「時空の迷宮」にアクト・メーア・ビアンカ・フローラが追加(2016年6月16日)[21]
- 第4弾：「時空の迷宮」にディルク・ジュリエッタ・ヤンガス・ピサロが追加・「悪しき竜の王の間」の地図が配信(2016年6月23日)[22]
- 第5弾：[23]マルチプレイ対戦モード「モンスターコインバトル」を行える地図「英雄たちの闘技場」の配信(2016年7月21日)[24]
- なお上記コンテンツは全てSteam版にも実装された[25]。
- またPlayStation Plus加入者向けに追加DLC｢ドラキーブーメラン｣が5月27日から11月30日までの期間限定で配信されていた[26]。
- この他ドラゴンクエストポータルアプリ経由で武器「アークデーモンのおうぎ」[27]「キングスライムカード」[28][29]を入手することができた。
- 初回特典の「「ドラゴンクエストI」勇者コスチューム」[30][31]や店舗特典[32][33]や前作のセーブデータ特典「アクト・メーアのコスチューム」[30]及びビルダーズのセーブデータ特典「ビルダーズの木づち」[34]もあったが全てSwitch版[35]とSteam版[36][37][38][注 1]に収録。

## 本作にまつわる出来事
- 2016年1月から2月に行われた「ドラゴンクエスト30周年記念 バレンタイン告白ツイート企画！」において、本作に登場するクリフト・ハッサン・テリーの3人が告白対象として選出された。その後、2月24日放送の「ドラゴンクエストヒーローズ・ザ・LIVE@初回拡大版」で、1番告白されたキャラクターがハッサンであることが発表された。翌3月14日には3キャラクターのホワイトデーお返しメッセージを収録した動画が公開されたが、その動画では本作のグラフィックが使用されており、ボイスも本作での声優が演じている。
- ハッサンは前作から参戦候補に挙がっていたが、同じ格闘キャラのアリーナと重なるという理由で見送られていた。そのため、今作では最初から参戦させる方向で進行していた。また、ハッサンの声優については、青海亮太と堀井雄二の両者が当初から安元洋貴が適任であると考えていたこともあり、他の候補も検討した上で安元にオファーした経緯があった[39]。
- 今作のシナリオは、テレビドラマ『相棒』にも携わっている脚本家の徳永富彦がプロットに協力している。これは堀井雄二が、今回はサスペンス要素もある映画的でドラマチックな話にしたいと考えていたためで、もともと徳永と堀井が知り合いだったこともあり、徳永にオファーした経緯があった[40]。
- 今回新たに登場するメインキャラクターおよびシリーズキャラクターの声優は、大半がドラクエシリーズをプレイした経験がある。これは、担当声優を決めるにあたって「ドラクエが大好きであるか」ということを重要な選考基準にしているためである[41]。